# Sistema de defensa antimisiles de la OTAN

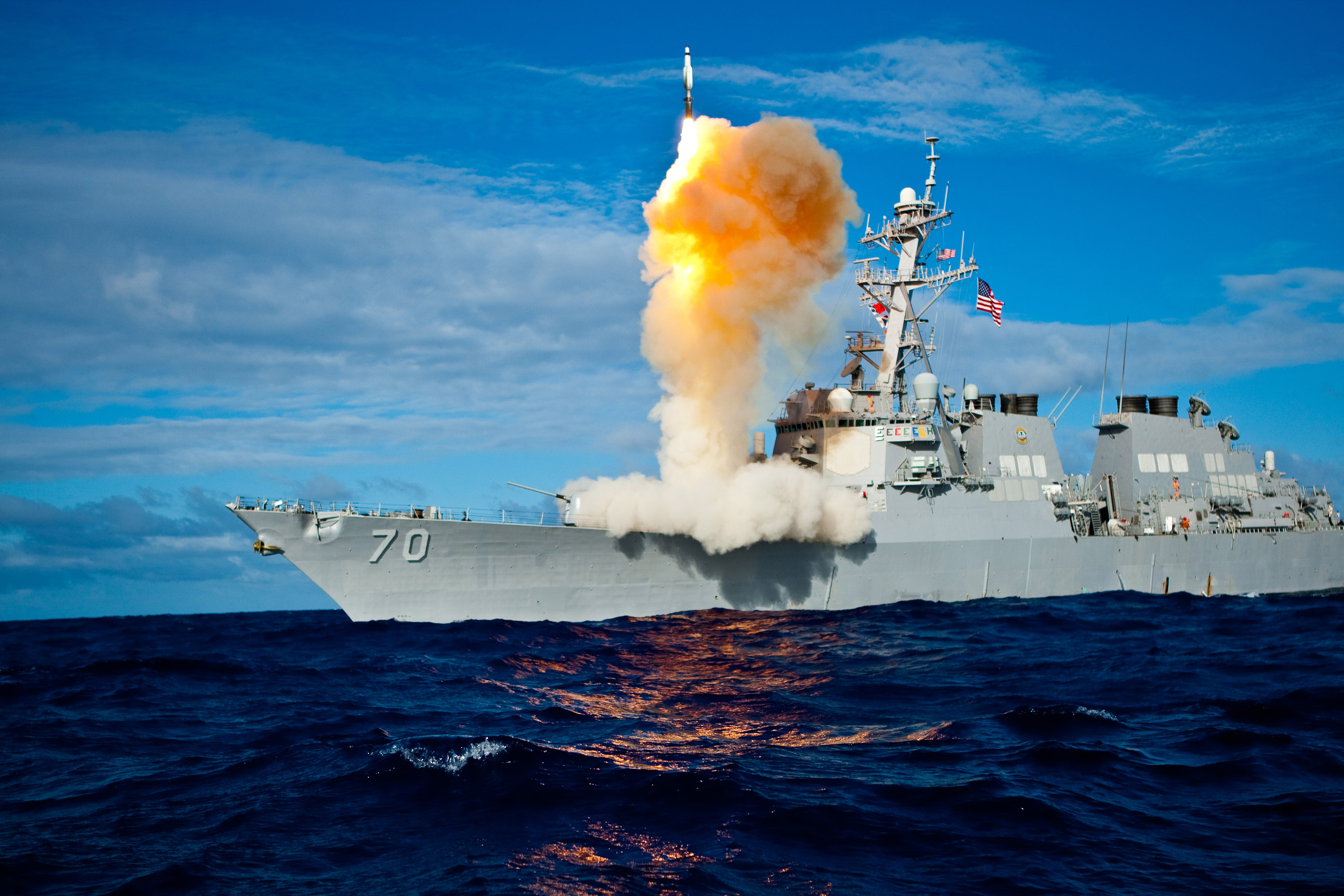
El presidente de Estados Unidos, Barack Obama, propuso en 2009 el uso del sistema Aegis de defensa contra misiles balísticos (incluidos los lanzadores a bordo de buques), en sustitución de un sistema previsto de defensa terrestre a medio camino desplegado en Polonia y la República Checa.

El sistema de defensa antimisiles de la OTAN es un sistema de defensa antimisiles que está construyendo los Estados Unidos en varios países miembros de la Organización del Tratado del Atlántico Norte (OTAN) y alrededor del mar Mediterráneo. Los planes para este sistema han cambiado varias veces desde que se estudiaron por primera vez en 2002, incluso como respuesta a la oposición rusa.

## Antecedentes
Tras la Cumbre de Praga de 2002 se puso en marcha un estudio de viabilidad de la defensa antimisiles. La Agencia de Consulta, Mando y Control de la OTAN (NC3A) y la Conferencia de Directores Nacionales de Armamento de la OTAN (CNAD) también participaron en las negociaciones. El estudio concluyó que la defensa antimisiles es técnicamente viable y proporcionó una base técnica para los debates políticos y militares en curso sobre la conveniencia de un sistema de defensa antimisiles de la OTAN Estados Unidos negoció con Polonia y la República Checa durante varios años el despliegue de misiles interceptores y un sistema de seguimiento por radar en ambos países. Los gobiernos de ambos países indicaron que permitirían el despliegue.
En abril de 2007, los aliados europeos de la OTAN pidieron un sistema de defensa antimisiles de la OTAN que complementara el sistema nacional estadounidense de defensa antimisiles para proteger a Europa de ataques con misiles, y el Consejo del Atlántico Norte, órgano decisorio de la OTAN, celebró consultas sobre la defensa antimisiles en la primera reunión sobre el tema a tan alto nivel. En respuesta, el primer ministro ruso, Vladímir Putin, afirmó que un despliegue de este tipo podría dar lugar a una nueva carrera armamentística y aumentar la probabilidad de destrucción mutua. También sugirió que su país congelaría su cumplimiento del Tratado de las Fuerzas Armadas Convencionales en Europa (FACE) de 1990 -que limita los despliegues militares en todo el continente- hasta que todos los países de la OTAN hubieran ratificado el tratado FACE adaptado. El Secretario General Jaap de Hoop Scheffer afirmó que el sistema no afectaría al equilibrio estratégico ni amenazaría a Rusia, ya que el plan consiste en basar sólo diez misiles interceptores en Polonia con un radar asociado en la República Checa.
El 14 de julio de 2007, Rusia notificó su intención de suspender el tratado FACE, con efecto 150 días después. El 14 de agosto de 2008, Estados Unidos y Polonia llegaron a un acuerdo para instalar en Polonia una base con diez misiles interceptores con sistemas de defensa antiaérea MIM-104 Patriot asociados. Esto se produjo en un momento de gran tensión entre Rusia y la mayor parte de la OTAN y dio lugar a una amenaza nuclear sobre Polonia por parte de Rusia si la construcción de las defensas antimisiles seguía adelante. El 20 de agosto de 2008, Estados Unidos y Polonia firmaron el acuerdo, mientras que Rusia comunicó a Noruega que suspendía sus vínculos con la OTAN.
Durante la Cumbre de Bucarest de 2008, la alianza siguió debatiendo los detalles técnicos y las implicaciones políticas y militares de los elementos propuestos del sistema de defensa antimisiles estadounidense en Europa. Los líderes aliados reconocieron que el despliegue previsto de medios de defensa antimisiles estadounidenses con base en Europa ayudaría a proteger a muchos aliados, y acordaron que esta capacidad debería formar parte integrante de cualquier futura arquitectura de defensa antimisiles a escala de toda la OTAN. En agosto de 2008, Polonia y Estados Unidos firmaron un acuerdo preliminar para situar en Polonia parte del escudo de defensa antimisiles, que estaría conectado a un radar de defensa aérea en la República Checa. Más de 130.000 checos firmaron una petición de referéndum sobre la base.
El 20 de marzo de 2015, el embajador de Rusia en Dinamarca escribió una carta al director del Jyllands-Posten en la que advertía a los daneses de que su participación en esta fusión de activos convertiría a sus buques de guerra en objetivos de misiles nucleares rusos. El exministro de Asuntos Exteriores de Dinamarca Holger K. Nielsen comentó que, si hay una guerra, los buques de guerra daneses serán objetivos en cualquier caso.

## Defensa activa por capas contra misiles balísticos en el teatro de operaciones
El 17 de septiembre de 2009, el presidente estadounidense Barack Obama anunció que el despliegue previsto de interceptores y equipos de defensa antimisiles de largo alcance en Polonia y la República Checa no seguiría adelante, y que en su lugar se desplegaría una defensa contra misiles de corto y medio alcance con buques de guerra Aegis. Tras el cambio de planes, el presidente ruso Dimitri Medvedev anunció que tampoco seguiría adelante el despliegue propuesto de misiles rusos Iskander tierra-tierra en la cercana Kaliningrado. Los dos anuncios de cancelación del despliegue fueron seguidos más tarde por una declaración del recién nombrado Secretario General de la OTAN, Anders Fogh Rasmussen, en la que pedía una asociación estratégica entre Rusia y la Alianza, que incluyera explícitamente la cooperación tecnológica de los sistemas de defensa antimisiles de ambas partes.
Según una hoja informativa de la Casa Blanca de septiembre de 2009 titulada «Fact Sheet on U.S. Missile Defense Policy - A “Phased, Adaptive Approach” for Missile Defense in Europe» contiene las siguientes cuatro fases:
- Primera fase (en el horizonte temporal de 2011) - Desplegar los sistemas de defensa antimisiles actuales y de eficacia probada disponibles en los próximos dos años, incluido el sistema de armas Aegis con base en el mar, el interceptor de misiles estándar 3 (SM-3) (bloque IA) y sensores como el sistema de vigilancia por radar transportable (AN/TPY-2) con base en el frente de la Armada, para hacer frente a las amenazas regionales de misiles balísticos a Europa y a nuestro personal desplegado y sus familias;
- Segunda fase (en el marco temporal de 2015) - Tras las pruebas oportunas, desplegar una versión más capaz del interceptor SM-3 (Bloque IB) en configuraciones tanto marítimas como terrestres, y sensores más avanzados, para ampliar la zona defendida contra las amenazas de misiles de corto y medio alcance;
- Tercera fase (en el horizonte temporal de 2018) - Una vez finalizados el desarrollo y las pruebas, desplegar la variante SM-3 Block IIA más avanzada que se está desarrollando, para contrarrestar las amenazas de misiles de corto, medio y medio alcance; y
- Cuarta fase (en el horizonte temporal de 2020): una vez finalizados el desarrollo y las pruebas, se desplegará el SM-3 Bloque IIB para hacer frente mejor a los misiles de alcance medio e intermedio y a la posible amenaza futura de misiles balísticos intercontinentales para Estados Unidos.

El despliegue de buques de guerra equipados con el misil Aegis RIM-161 Standard Missile 3 comenzó tras el discurso de Obama en septiembre de 2009. Estos misiles complementan los sistemas de misiles Patriot ya desplegados por unidades estadounidenses. Aunque inicialmente apoyó el plan, una vez que el USS Monterey (CG-61) fue desplegado en el Mar Negro, el Ministerio de Asuntos Exteriores ruso emitió una declaración en la que expresaba su preocupación por el despliegue.
El 4 de febrero de 2010, Rumanía aceptó albergar los misiles SM-3 a partir de 2015 en Deveselu. El primer elemento de este sistema revisado, la estación de radar de alerta temprana en Kürecik, Malatya, Turquía, entró en funcionamiento en 2012. El componente BMD en Rumanía estaba siendo sometido a una actualización en mayo de 2019; en el ínterin una unidad THAAD, Batería B (THAAD), 62.º Regimiento de Artillería de Defensa Aérea, fue emplazada en NSF Deveselu, Rumanía; la actualización se completó el 9 de agosto de 2019 y la batería THAAD ha regresado a su estación de origen. Está previsto que otras partes del sistema de defensa antimisiles se construyan en Portugal, Polonia, Rumanía y España. En septiembre de 2011, la OTAN invitó a India a ser socio de su sistema de defensa antimisiles balísticos. V. K. Saraswat, arquitecto del programa indio de defensa antimisiles balísticos, declaró posteriormente a la prensa: «Estamos analizando el informe. Lo estamos estudiando".
También en septiembre de 2011, la Casa Blanca publicó una hoja informativa que informa sobre el Enfoque Adaptativo por Fases Europeo (EPAA). Con respecto a la aplicación del EPAA como parte de la defensa antimisiles de la OTAN en Europa, la hoja informativa señala las cuatro fases descritas anteriormente:
- La primera fase (2011) abordará las amenazas de misiles balísticos de corto y medio alcance mediante el despliegue de sistemas de defensa antimisiles actuales y probados. Prevé el despliegue de buques Aegis con capacidad de defensa contra misiles balísticos (BMD) equipados con interceptores SM-3 Block IA de eficacia probada. En marzo de este año el USS Monterey fue el primero de una rotación sostenida de buques en desplegarse en el Mediterráneo en apoyo de la EPAA. La primera fase también prevé el despliegue de un radar terrestre de alerta temprana, que Turquía aceptó acoger como parte del plan de defensa antimisiles de la OTAN.
- La segunda fase (2015) ampliará la cobertura contra amenazas de corto y medio alcance con el despliegue de un interceptor terrestre SM-3 en Rumanía y el despliegue de un interceptor SM-3 más potente (el Bloque IB). El 13 de septiembre, Estados Unidos y Rumanía firmaron el Acuerdo de Defensa contra Misiles Balísticos entre ambos países. Una vez ratificado, permitirá a Estados Unidos construir, mantener y operar el emplazamiento terrestre del BMD en Rumanía. El sistema de defensa antimisiles de Deveselu entró en funcionamiento el 18 de diciembre de 2015.[29]
- La tercera fase (2018) mejorará la cobertura contra las amenazas de misiles de alcance medio e intermedio con un emplazamiento terrestre SM-3 adicional en Polonia y el despliegue de un interceptor SM-3 más avanzado (el Bloque IIA). Polonia aceptó albergar el emplazamiento del interceptor en octubre de 2009, y hoy, una vez completado el proceso de ratificación polaco, este acuerdo ha entrado en vigor.
- La cuarta fase (2020) mejorará la capacidad para contrarrestar los misiles de alcance medio e intermedio y las posibles amenazas futuras de misiles balísticos intercontinentales (ICBM) a Estados Unidos desde Oriente Medio, mediante el despliegue del interceptor SM-3 Block IIB. Cada fase incluirá mejoras del sistema de mando y control de defensa antimisiles.

Durante la Cumbre de Chicago de 2012, los líderes de la OTAN declararon que el sistema de defensa antimisiles de la OTAN había alcanzado la capacidad provisional. La capacidad provisional significa que se ha probado e instalado una capacidad básica de mando y control en el Cuartel General del Mando Aéreo Aliado de la OTAN en Ramstein (Alemania), mientras que los Aliados de la OTAN proporcionan sensores e interceptores para conectarse al sistema. También significa que los buques estadounidenses con interceptores antimisiles en el Mediterráneo y un sistema de radar con base en Turquía se han puesto bajo el mando de la OTAN en la base alemana. «Nuestro sistema enlazará activos de defensa antimisiles de diferentes Aliados -satélites, buques, radares e interceptores- bajo el mando y control de la OTAN. Nos permitirá defendernos de amenazas procedentes de fuera de la zona euroatlántica", declaró el Secretario General de la OTAN, Anders Fogh Rasmussen.
El objetivo a largo plazo de la OTAN es fusionar los medios de defensa antimisiles proporcionados por los distintos Aliados en un sistema de defensa coherente, de modo que se garantice la cobertura y protección plenas de toda la población, territorio y fuerzas europeas de la OTAN frente a las amenazas que plantea la proliferación de misiles balísticos. Se espera que este objetivo se alcance en algún momento entre finales de la década de 2010 y principios de la de 2020. Con este fin, España acogerá cuatro buques de guerra Aegis estadounidenses en su puerto de Rota, mientras que Polonia y Rumanía han acordado acoger misiles SM-3 terrestres estadounidenses en los próximos años. Según un funcionario del Departamento de Estado, Frank A. Rose, Estados Unidos ha «ofrecido activos de la EPAA a la Alianza» como «capacidad provisional de DMO», incluido el radar AN/TPY-2 desplegado en Turquía, que está «bajo control operativo de la OTAN». Rose también afirmó que «además, los buques Aegis con capacidad BMD de Estados Unidos en Europa también pueden operar ahora bajo control operativo de la OTAN cuando las condiciones de amenaza lo justifiquen».
En 2020, el emplazamiento de Aegis Ashore en Polonia aún no se había completado, debido a que los controles auxiliares de calefacción, electricidad y refrigeración estaban incompletos. El vicealmirante Jon Hill, de la Agencia Antimisiles de Defensa, debía anunciar en febrero de 2020 si se necesitaría otro contratista. En 2018, los misiles Aegis SM-3 Block IB ya estaban in situ en Polonia; el sistema de defensa contra misiles balísticos Aegis Ashore en Rumanía está operativo. La Instalación de Apoyo Naval-Redzikowo se declarará operativa el viernes 15 de diciembre de 2023, según el primer ministro de Polonia, Donald Tusk.
Un informe de la GAO de 2012 concluyó que los interceptores de la fase cuatro podrían estar mal situados y ser del tipo incorrecto para defender a Estados Unidos. Estaba previsto que esta capacidad estuviera en funcionamiento en 2020, pero «se ha retrasado al menos hasta 2022 debido a los recortes en la financiación del Congreso».
Algunos republicanos, entre ellos Mitt Romney, Dick Cheney y John McCain, han calificado de «regalo» a Vladímir Putin los cambios introducidos por Obama respecto al sistema propuesto por Bush, pero Gates escribió en Duty: Memoirs of a Secretary at War que el cambio se hizo para garantizar una defensa más eficaz para Europa.

## Sistemas nacionales
Polonia ha intentado cooperar con Francia y Alemania en la creación de un sistema conjunto de defensa antimisiles.